# Ochlandra wightii
Ochlandra wightii är en gräsart som först beskrevs av William Munro, och fick sitt nu gällande namn av Cecil Ernest Claude Fischer. Ochlandra wightii ingår i släktet Ochlandra och familjen gräs. Inga underarter finns listade i Catalogue of Life.